# Рутул (река)
Рутул — река в России, протекает на территории Рутульского района в Дагестане. Устье реки находится в 132 км по левому берегу реки Самур. Длина реки — 13 км, площадь водосборного бассейна реки — 32,3 км².

## Данные водного реестра
По данным государственного водного реестра России относится к Западно-Каспийскому бассейновому округу, водохозяйственный участок реки — Самур, речной подбассейн реки — подбассейн отсутствует. Речной бассейн реки — Терек.
По данным геоинформационной системы водохозяйственного районирования территории РФ, подготовленной Федеральным агентством водных ресурсов:
- Код водного объекта в государственном водном реестре — 07030000412109300002330
- Код по гидрологической изученности (ГИ) — 109300233
- Код бассейна — 07.03.00.004
- Номер тома по ГИ — 09
- Выпуск по ГИ — 3